# Savaged
Savaged  è un film del 2013 diretto da Michael S. Ojeda. 
Pellicola horror, per alcuni aspetti molto simile a I Spit on Your Grave: entrambi i film infatti presentano forme di marcata violenza, sessuale e psicologica.

## Trama
Zoe è una donna sordomuta e con un problema agli occhi, che le procura la mancata visione dei colori. Decide dopo lungo tempo di andare a convivere con il suo fidanzato Dane. La sorella, nonostante sia preoccupata di farla andare da sola per il deserto, decide di farla partire. La ragazza è più felice che mai per il viaggio che sta intraprendendo, non fa altro che mandare foto al suo ragazzo per alleviare la sua preoccupazione. All'improvviso, durante il viaggio vede due indiani inseguiti da un gruppo di uomini. Zoe, dopo un attimo di ripensamento cerca di aiutare l'unico sopravvissuto, ma il suo intento fallisce. Il gruppo di ragazzi le si presenta in maniera scortese facendole comprendere che non hanno buone intenzioni. Lei cerca invano di scappare visto che viene colpita alla gamba da un colpo d'arma da fuoco.
Si risveglia in un letto, circondata dai cinque ragazzi: West, Jed, Cody, Trey e Creed che la violentano, uno dopo l'altro, visto che è incapace di ribellarsi per il filo spinato che le tiene bloccati i polsi e i piedi. A spiare quello che sta succedendo c'è Skeeter, il fratello minore di West e Trey, ma non ha il coraggio di intervenire a favore della ragazza. Il bis bis bisnonno dei tre era un comandante che uccise tantissimi indiani e che uccise uno dei loro capi tribù con l'inganno. Trey è molto orgoglioso del suo antenato e sta continuando l'opera di sterminare tutti gli indiani sulla faccia della terra. Inoltre, conserva in un frigorifero, i teschi degli indiani uccisi. Dopo una piccola discussione, West dice a Trey che è meglio uccidere la ragazza - ancora intrappolata nel letto - visto che qualcuno potrebbe venire a cercare. Trey è contrario e quindi i due se la giocano a carte. Zoe, intanto, ricorda i bei momenti con Dane e questo le dà la forza di liberarsi dal filo spinato. Vinta la partita, West va a reclamare la sua vittoria, ma scopre che Zoe si è liberata dal filo e la insegue finendo per accoltellarla.
Dane comprende che è successo qualcosa a Zoe e la cerca disperatamente per tutta la zona. La ragazza, però, giace morta e sepolta nel deserto e solo un indiano nota il suo corpo e cerca di riportarla in vita. Durante la "resurrezione" l'indiano vede tutto quello che è successo alla ragazza e scopre che c'è un altro spirito dentro di lei: Il capo della tribù indiana morto cento anni prima. Lo spirito e la ragazza, insieme, reclamano vendetta. Dopo aver chiamato con un cellulare Dane - dicendogli che è ancora viva - la ragazza scopre che Jed, uno dei suoi oppressori, non è nient'altro che un agente di polizia. Jed, senza notarla, entra in un bar dove chiacchiera con il barista e un ragazzo nazista. Zoe li uccide tutti e tre con una forza sovrumana. West, Cody, Trey e Creed scoprono quello che è successo, ma solo dopo che Dane accidentalmente rivela che Zoe l'ha chiamato dal cellulare, scoprono che la ragazza è ancora viva.
I ragazzi cancellano ogni prova ancora esistente, ma intanto Zoe uccide Creed a colpi di frecce. I ragazzi intanto rapiscono Dane, ma vengono subito attaccati dalla ragazza, che nonostante innumerevoli colpi di pistola e ferite di arma da taglio non muore. Capiscono così che dentro Zoe c'è uno spirito in cerca di vendetta per tutti gli atti malvagi da loro fatti. Si rinchiudono così in una casa, insieme al padre del barista ucciso insieme a Jed e ad alcuni miliziani, aspettando che la ragazza venga a prenderli. Zoe, non si fa aspettare. Arriva nel luogo dove si trovano i suoi ex oppressori e li uccide uno dopo l'altro in maniera macabra. Anche il padre del barista, Cody e West muoiono uno dopo l'altro. Trovandosi di fronte a Trey, l'ultimo sopravvissuto, lo spirito parla attraverso la sua bocca dicendo "Cammina nella valle dell'inferno". Il ragazzo scappa e - dopo aver ucciso lo sceriffo della città che tentava di fermarlo - si dirige dal vecchio indiano per delle spiegazioni. Zoe incontra Dane, ma la ragazza non vuole dargli false speranza visto che il suo corpo è in decomposizione e gli rimane solo poco tempo. Si dirige a casa di Skeeter, dove scopre che si è suicidato per non averla aiutata in passato. Qui, parla con sua madre, quest'ultima gli dice che Zoe è stata solo una vittima in tutto questo. Successivamente viene uccisa senza alcuna pietà. Dopo essere arrivata fuori casa del vecchio indiano, la ragazza e Trey se ne danno di santa ragione fino a quando il ragazzo muore. Dane - dopo aver sentito il messaggio dell'indiano - si reca nel luogo dello scontro dove trova Zoe ferita e mutilata. Comprendendo cosa è successo e il suo desiderio di farla finita, le dà fuoco. Si vedono nel cielo le anime di Zoe e del capo tribù andare in paradiso.

## Colonna sonora
Nella colonna sonora è inclusa la canzone Rose is a Rose degli Amycanbe.